# 基裂蚤茜属
基裂蚤茜属（学名：Anthospermopsis）是茜草科下的一个属。

## 下属物种
本属包括以下物种：
- 基裂蚤茜 Anthospermopsis catechosperma (K.Schum.) J.H.Kirkbr.